# Vintermossen
Vintermossen är ett naturreservat i Vetlanda kommun. Reservatet är en del av projektet Natura 2000. Skogen är främst bestående av gran och tall. De äldsta träden är över 100 år gamla. Skogen är i stort sett orörd sedan 1940-talet då en mindre gallring utfördes. I grenarna finns det mycket gott om hänglavar.

## Arter[3]

### Växter
- Skägglav
- Talltagel
- Garnlav
- Dvärghäxört
- Skärmstarr
- Vätteros